# Заимис, Тразибул
Трази́бул Заи́мис (греч. Θρασύβουλος Ζαΐμης; 29 октября (10 ноября) 1822 — 27 октября (8 ноября) 1880) — сын Андрея Заимиса.

## Биография
Изучал юриспруденцию в Париже. После нескольких лет службы в министерстве внутренних дел полностью посвятил себя журналистике и политике. В 1850 году выбран депутатом и во всё время правления короля Оттона I принадлежал к оппозиции. Король Георг I назначил Заимиса (1864 год) уполномоченным Греции на Ионийские острова, где английский лорд-комиссар торжественно передал ему власть над этой областью.
Затем Заимис был несколько раз президентом палаты и входил в разные составы правительств. В 1869 году, когда крупнейшие европейские державы на Парижской конференции потребовали от Греции отказа от поддержки восстания на Кандии, Заимис стал президентом кабинета, согласившегося подписать протокол. В следующем году кабинет ушёл в отставку в результате кризиса, вызванного убийством трёх английских путешественников около самых Афин.
В 1876 году Заимис снова стал министром-президентом, в 1877 году — министром юстиции в коалиционном министерстве.